# Stemmiulus oculiscaptus
Stemmiulus oculiscaptus är en mångfotingart som beskrevs av Demange och Jean-Paul Mauriès 1975. Stemmiulus oculiscaptus ingår i släktet Stemmiulus och familjen Stemmiulidae. Inga underarter finns listade i Catalogue of Life.